# Hultehouse
 Hultehouse  es una comuna       y población de Francia, en la región de Lorena, departamento de Mosela, en el distrito de Sarrebourg y cantón de Phalsbourg.
Su población en el censo de 1999 era de 335 habitantes.
Está integrada en la Communauté de communes du Pays de Phalsbourg.

## Demografía
| 352 | 354 | 363 | 343 | 327 | 335 |
| Para los censos de 1962 a 1999 la población legal corresponde a la población sin duplicidades (Fuente: INSEE [Consultar]) |     |     |     |     |     |

- Datos: Q22080
- Multimedia: Hultehouse / Q22080

1. ↑  Worldpostalcodes.org, código postal n.º 57820.
2. ↑  INSEE, Datos de población para el año 2012 de Hultehouse (en francés).